# Anna (téléfilm)
Anna es un telefilme en forma de musical francés realizado por Pierre Koralnik, emitida el 13 de enero de 1967 en ORTF Televisión. Fue remasterizada en 4K por el Servicio de Operación Técnica del Instituto nacional del audiovisual (INA) en el año 2017. Fue la primera película a color hecha para la televisión francesa.

## Sinopsis
Serge (Jean-Claude Brialy), el jefe de una agencia publicitaria de moda de París, cae enamorado de Anna (Anna Karina), una joven anónima fotografiada por casualidad en una estación. Con la ayuda de su amigo (Serge Gainsbourg), el hombre enamorado sale en la búsqueda de esta joven que parece nadie conoce el paradero; llegando a movilizar a todo su equipo de trabajo en la búsqueda. Mientras que sus tías snobs y extravagantes buscan disuadirlo de esta empresa imposible y casarla con una joven inglesa (Marianne Faithfull). 
Filmada en público en las calles de París, en el Bus Palladium, en la Estación de París del Este, en la playa de Deauville y en el Castillo Porgès de Rochefort-en-Yvelines, este musical, encargo de la cantante y productora francesa Michèle Arnaud a la televisión pública francesa fue rodada en 1966 en película de 35 mm a color por el director franco-suizo Pierre Koralnik. Destaca su innovación con su estilo gráfico y una puesta en escena desenfrenada que coincide con la llegada a Francia de la cultura pop anglosajona. El musical fue coreografiado por Victor Upshaw, contó con la fotografía del joven director Willy Kurant, que justo había acabado de filmar en compañía de nombres influyentes en la  nouvelle vague francés (Agnès Varda y Jean-Luc Godard), contó además con el colorido vestuario de Lison Bonfils . El musical es también fundamental en el trabajo de Serge Gainsbourg, con canciones orquestadas por Michel Colombier, quien en ese momento se encontraba trabajando con el compositor de música contemporánea Pierre Henry . Anna Karina, entrenada en los ensayos por Gainsbourg, revelará un innegable talento como cantante cuya canción Sous le soleil habría terminado por convertirse en una canción de culto francesa.  .

## Ficha técnica
- Director: Pierre Koralnik, asistido por Pierre Lambert
- Diálogos: Jean-Loup Dabadie
- Banda Sonora: Letra y música por Serge Gainsbourg
- Dirección Musical: Michel Colombier
- Fotografía: Willy Kurant
- Coreógrafo: Victor Upshaw
- Puesta en escena:Isabel Lapierre
- Vestuario: Lison Bonfils, Anne Frantz
- Cabello y Maquillaje: Jackie Raynal
- Montaje: François Collin
- Productora: Michèle Arnaud
- Director de Producción: Pierre Gout
- País de origen: Francia
- Formato: color - 35mm - 4/3 (1, 33: 1) - sonido mono

## Reparto
- Anna Karina: Anna
- Jean-Claude Brialy: Serge
- Marianne Faithfull: La joven con la sonrisa bailariona
- Serge Gainsbourg: El amigo de Serge
- Barbara Sommers: Una tía de Serge
- Isabelle Felder: Tía de Serge
- Henri Virlogeux: Hombre del banco del parque
- Hubert Deschamps: Presentador de noticias
- Eddy Mitchell: Él mismo (sin créditos)
- Daniel Laloux: Mesero del bistró
- Dorothée Blanck: La mujer de las pieles
- Robert Richemont: Un fotógrafo
- Pierre Fuger: Un fotógrafo

## Banda sonora original
La banda sonora de la película fue lanzada al público en enero de 1967 en LP, bajo el título Anna. El formato LP no permitía incluir todas las piezas, por lo que solo se publicaron 16 títulos extraídos del musical.
En el año 1989, el álbum fue reeditado en formato CD por Philips / Universal. La lista de canciones en su francés original es el siguiente: 
1. Sous le soleil exactement, instrumental
2. Sous le soleil exactement interpretada por Anna Karina
3. C'est la cristallisation comme dit Stendhal interpretada por Jean-Claude Brialy, Serge Gainsbourg y Eddy Mitchell
4. Pas mal, pas mal du tout interpretada por Jean-Claude Brialy y Serge Gainsbourg
5. J'étais fait pour les sympathies interpretada por Jean-Claude Brialy
6. Photographes et religieuses, instrumental
7. Rien, rien, j'disais ça comme ça interpretada por Anna Karina et Serge Gainsbourg
8. Un jour comme un autre interpretada por Anna Karina
9. Boomerang interpretada por Jean-Claude Brialy y Serge Gainsbourg
10. Un poison violent, c'est ça l'amour interpretada por Jean-Claude Brialy y Serge Gainsbourg
11. De plus en plus, de moins en moins interpretada por Anna Karina y Jean-Claude Brialy
12. Roller girl interpretada por Anna Karina
13. Ne dis rien interpretada por Jean-Claude Brialy, Serge Gainsbourg y Anna Karina
14. Pistolet Jo interpretada por Anna Karina
15. GI Jo interpretada por Anna Karina y Jean-Claude Brialy
16. Je n'avais qu'un seul mot à lui dire interpretada por Anna Karina y Jean-Claude Brialy

- Títulos ausentes:

1. Pour n’être pas là interpretada por Anna Karina
2. Hier ou demain interpretado por Marianne Faithfull, este título fue lanzado de manera independiente por la cantante.
3. Chanson triste interpretada por Anna Karina
4. BaseBall interpretada por Eddy Mitchell